# Dominica Leoni
Dominica Leoni (Praga, 28 de febrero de 1980) es una actriz pornográfica retirada checa.

## Biografía
Dominica Leoni, cuyo nombre de nacimiento es Jana Wilhelmova, nació en 1980 en la entonces ciudad checoslovaca de Praga. Tras la separación del país en dos, la región en la que vivía pertenecería a República Checa, país del que tiene nacionalidad.
Empezó en la industria pornográfica en 1999, a la edad de 19 años. Muy joven se trasladó a Estados Unidos, donde desarrolló toda su carrera profesional.
Consiguió dos nominaciones en los Premios AVN. En 2002 a la Mejor escena de sexo en grupo por Bad Habits, y en 2006 a la Mejor escena de sexo chico/chica por Emotions.
Algunos de sus trabajos son Cumstains 7, Bludreams, Jack's Playground 8, Juicy o Pros.
Se retiró como actriz porno en 2008, habiendo aparecido en más de 370 películas.

## Premios y nominaciones
| Año  | Ceremonia   | Resultado | Premio                           | Trabajo    |
| ---- | ----------- | --------- | -------------------------------- | ---------- |
| 2002 | Premios AVN | Nominada  | Mejor escena de sexo en grupo    | Bad Habits |
| 2006 | Premios AVN | Nominada  | Mejor escena de sexo chico/chica | Emotions   |